# Galbárruli
Galbárruli és un municipi de la Rioja, a la regió de la Rioja Alta. A un quilòmetre del nucli principal, es troba el llogaret de Castilseco.

## Història
El nom de la localitat fa referència als seus possibles pobladors (els de Galba) en la repoblació ocorreguda en el segle ix. Apareix documentat per primera vegada en el fur de Cerezo el 1146. Hi ha documents de 1737 i 1739 que indiquen que la localitat va mantenir plets amb els veïns de Villaseca sobre l'aprofitament de les pastures i forests. Va pertànyer jurisdiccionalment a Miranda de Ebro fins que l'any 1743, en el qual s'emancipen per una Reial Provisió les viles de Bugedo, Ocón, Cellorigo, Ircio, Suzana, Villalba, Villaseca. Existeix documentació d'una fundació benèfica L'Hospital de Santa Ana, concretament la redempció d'un cens atorgat per Juan de Sabando.